# Касансай (футбольный клуб)
«Касансай» — советский и узбекистанский футбольный клуб из Касансая. Основан в 1984 году.

## Названия
- 1984—1991 — «Касансаец».
- 1992 — «Косонсойчи».
- 1993—1995 — «Кушон».
- 1996—2002 — «Касансай».
- 2003 — «Навбахор-2».
- 2004—2006 — «Касансай».
- 2005—2007 — «Касансай-Заковат».
- с 2007 — «Касансай».

## Достижения
Вторая лига СССР — 2-е место в зональном турнире (1988).
Высшая лига Узбекистана — 8-е место (1992).
1/4 финала Кубка Узбекистана (1992).